# 刘广珩
刘广珩（2003年8月15日—），臺灣男子羽毛球運動員，現為合作金庫羽球隊成員。

## 球員生涯
劉廣珩為合作金庫羽球隊成員，曾在2024年與邱相榤奪得越南羽毛球國際挑戰賽冠軍、泰國羽毛球國際挑戰賽季軍。邱相榤轉隊至土地銀行羽球隊之後，劉廣珩改與楊博涵搭檔，兩人合作後即在首站國際賽——超級300級別的美國羽毛球公開賽闖入決賽，最後以1比2（21-13、21-16、21-11）不敵泰國新秀佩拉查伊／帕克卡波。2024年9月，劉／楊組合在台北羽球公開賽16強以2比1（15-21、21-15、22-20）擊敗甫奪巴黎奧運羽毛球男雙金牌的李洋／王齊麟，成為李王二人在國內告別戰的最後一組對手；劉／楊在八強擊敗同樣來自臺灣的張課琦／陳信遠後晉級四強，後以直落二不敵另一組臺灣選手江建葦／吳軒毅，無緣決賽。
2025年3月，劉廣珩／楊博涵在享譽盛名的全英公開賽闖入八強。全英賽結束後隔周，劉廣珩與鄭宇倢在瑞士羽毛球公開賽首次闖入世界巡迴賽混雙四強，兩人最後以23-21、20-22惜敗中國組合朱一珺／張馳。

## 主要比賽成績
只列出曾進入準決賽的國際賽事成績：
| 年份   | 賽事                 | 公開賽級別 | 項目     | 搭檔   | 成績   |
| ------ | -------------------- | ---------- | -------- | ------ | ------ |
| 2024年 | 越南羽毛球國際挑戰賽 | 國際挑戰賽 | 男子雙打 | 邱相榤 | 冠軍   |
| 2024年 | 泰國羽毛球國際挑戰賽 | 國際挑戰賽 | 男子雙打 | 邱相榤 | 準決賽 |
| 2024年 | 美國羽毛球公開賽     | 超級300賽  | 男子雙打 | 楊博涵 | 亞軍   |
| 2024年 | 台北羽毛球公開賽     | 超級300賽  | 男子雙打 | 楊博涵 | 準決賽 |
| 2025年 | 瑞士羽毛球公開賽     | 超級300賽  | 混合雙打 | 鄭宇倢 | 準決賽 |
| 2025年 | 日本羽毛球公開賽     | 超級750賽  | 男子雙打 | 楊博涵 | 準決賽 |

| 2018-2026年 | 總決賽 | 超級1000賽 | 超級750賽 | 超級500賽 | 超級300賽 | 超級100賽 | 國際挑戰賽 | 國際系列賽 | 未來系列賽 | 其他 |

## 外部連結
- 劉廣珩在BWFBadminton.com（英语）
- 劉廣珩在BWF.TournamentSoftware.com（英语）
- 劉廣珩在Flashscore（英语）
- 刘广珩的Instagram帳戶